# Pseudarchaster tessellatus
Pseudarchaster tessellatus is een kamster uit de familie Pseudarchasteridae.
De wetenschappelijke naam van de soort werd in 1889 gepubliceerd door Percy Sladen.